# Президентские выборы в Хорватии (2005)
Президентские выборы в Хорватии 2005 года — очередные президентские выборы в Хорватии, прошли в два тура 2 января и 16 января. Победу на них одержал действующий Президент Хорватии, который был переизбран на второй президентский срок.
В выборах приняло участие 13 кандидатов, однако основными кандидатами были действующий президент Степан Месич и бывшая радиожурналистка, Ядранка Косор, которая занимала пост вице-премьер-министра в правительстве, сформированном Христианско-демократическим содружеством. Оба основных кандидата заявляли, что поддерживают прозападный курс Хорватии и вступление в НАТО и ЕС. Согласно социологическим опросам, Месич мог получить около 50 % голосов избирателей и стать президентом уже в первом туре. Ядранку Косор поддерживало около 20 % избирателей.

## Результаты выборов
Окончательные результаты хорватских президентских выборов 2 и 16 января 2005
| Кандидаты и партии, которые их выдвинули                                                               | Голосов   | %     | Голосов   | %     |
| --- | --------- | ----- | --------- | ----- |
| Степан Месич — Хорватская народная партия и другие                                                     | 1 089 398 | 48,92 | 1 454 451 | 65,93 |
| Ядранка Косор — Хорватское демократическое содружество                                                 | 452 218   | 20,31 | 751 692   | 34,07 |
| Борис Микчич                                                                                           | 396 093   | 17,78 | -         | -     |
| Джурджа Адлешич — Хорватская социал-либеральная партия                                                 | 59 795    | 2,68  | -         | -     |
| Славен Летица — Хорватская партия права                                                                | 57 748    | 2,59  | -         | -     |
| Любо Чешич                                                                                             | 41 216    | 1,85  | -         | -     |
| Ивич Пачалич — Хорватский блок — Движение за современную Хорватию                                      | 40 637    | 1,82  | -         | -     |
| Анто Ковачевич — Хорватский христианско-демократический союз                                           | 19 145    | 0,86  | -         | -     |
| Мирослав Блажевич                                                                                      | 17 847    | 0,80  | -         | -     |
| Мирослав Райх — Хорватская молодёжная партия                                                           | 14 766    | 0,66  | -         | -     |
| Дорис Кошта                                                                                            | 8 721     | 0,37  | -         | -     |
| Младен Кешер                                                                                           | 7 056     | 0,32  | -         | -     |
| Томислав Петрак — Хорватская народная партия                                                           | 2 614     | 0,12  | -         | -     |
| Всего (явка 50,57 %)                                                                                   | 2 227 073 | 100,0 | 2 241 760 | 100,0 |
| Недействительных голосов                                                                               | 20 269    |       | 35 617    |       |
| Зарегистрированных избирателей                                                                         | 4,403,933 |       | 4,392,220 |       |
| Источник: Государственная избирательная комиссия (Državno izborno povjerenstvo) Официальные результаты |           |       |           |       |